# Christian Koloko
Christian Junior Koloko (Duala, 20 de junho de 2000) é um jogador camaronês de basquete profissional que atualmente joga no Toronto Raptors da National Basketball Association (NBA).
Ele jogou basquete universitário na Universidade do Arizona e foi selecionado pelo Raptors como a 33º escolha geral no draft da NBA de 2022.

## Carreira no ensino médio
Koloko é natural de Douala, Camarões e frequentou o Collège Libermann em sua cidade natal. Ele cresceu jogando futebol e começou a jogar basquete aos 12 anos.
Em 2017, Koloko mudou-se para os Estados Unidos para jogar basquete na Birmingham High School em Lake Balboa, Califórnia. Em sua última temporada, ele se transferiu para a Sierra Canyon School em Chatsworth, Califórnia, onde foi companheiro de equipe de Cassius Stanley, Kenyon Martin Jr. e Scotty Pippen Jr. Koloko ajudou sua equipe a conquistar o segundo título estadual consecutivo da Divisão Aberta.
Um recruta de quatro estrelas, ele se comprometeu a jogar basquete universitário na Universidade do Arizona e rejeitou as ofertas da Califórnia, Northwestern, Vanderbilt, Harvard e Princeton.

## Carreira universitária
Como calouro na Universidade do Arizona, Koloko teve médias de 2,3 pontos e 2,4 rebotes. Em sua segunda temporada, ele teve médias de 5,3 pontos e 4,8 rebotes. Em 21 de novembro de 2021, Koloko registrou 22 pontos, sete rebotes e quatro bloqueios em uma vitória por 80-62 sobre Michigan na final do Roman Main Event. Em sua terceira temporada, ele foi nomeado o Jogador Defensivo do Ano do Pac-12 e foi selecionado para a Primeira-Equipe da Pac-12.
Em 18 de abril de 2022, Koloko se declarou para o Draft da NBA de 2022, abrindo mão de sua elegibilidade universitária restante.

## Carreira profissional

### Toronto Raptors (2022–Presente)
Koloko foi selecionado pelo Toronto Raptors como a 33ª escolha geral no Draft da NBA de 2022. Em 26 de agosto de 2022, Koloko assinou um contrato de 3 anos e US$5.2 milhões com o Raptors.

## Estatísticas da carreira

### Universitário
| Ano      | Equipe   | PJ | PT | MPJ  | AP   | 3P   | LL   | RT  | AS  | BR | TO  | PPJ  |
| -------- | -------- | -- | -- | ---- | ---- | ---- | ---- | --- | --- | -- | --- | ---- |
| 2019–20  | Arizona  | 28 | 0  | 8.3  | .483 | .000 | .350 | 2.4 | .2  | .3 | .9  | 2.3  |
| 2020–21  | Arizona  | 26 | 19 | 17.3 | .520 | .000 | .625 | 4.8 | .3  | .5 | 1.3 | 5.3  |
| 2021–22  | Arizona  | 37 | 37 | 25.4 | .635 | .000 | .735 | 7.3 | 1.4 | .8 | 2.8 | 12.6 |
| Carreira | Carreira | 91 | 56 | 17.0 | .546 | .000 | .570 | 4.8 | .6  | .5 | 1.6 | 6.7  |

Fonte: